# Chilobrachys guangxiensis
Chilobrachys guangxiensis là một loài nhện trong họ Theraphosidae.
Loài này thuộc chi Chilobrachys. Chilobrachys guangxiensis được miêu tả năm 2000 bởi Chang-Min Yin & Tan.